# Togiagmiut
Togiagmiut (»narod iz Togiaka«), pleme Eskima koje živi oko zaljeva Togiak i okolnih jezera na Aljaski. Opisani su kao vrsni lovci. 
Imaju nekoliko sela: Ekilik, Imiak, Kashaiak, Kassianak, Kulukak, Togiak, Tuniakpuk i Ualik.
Njihovo glavno selo Togiak nalazi se na ušću rijeke Togiak. Populacija mu je bila 276 (1880), 94 (1890).